# Canuto da Nortúmbria
Canuto, foi rei da Nortúmbria conquistada pelos víquingues, o chamado Reino de Iorque (em nórdico antigo: Jórvik), de 900 a 905, datas deduzidas pelas moedas encontradas.

## Moedas

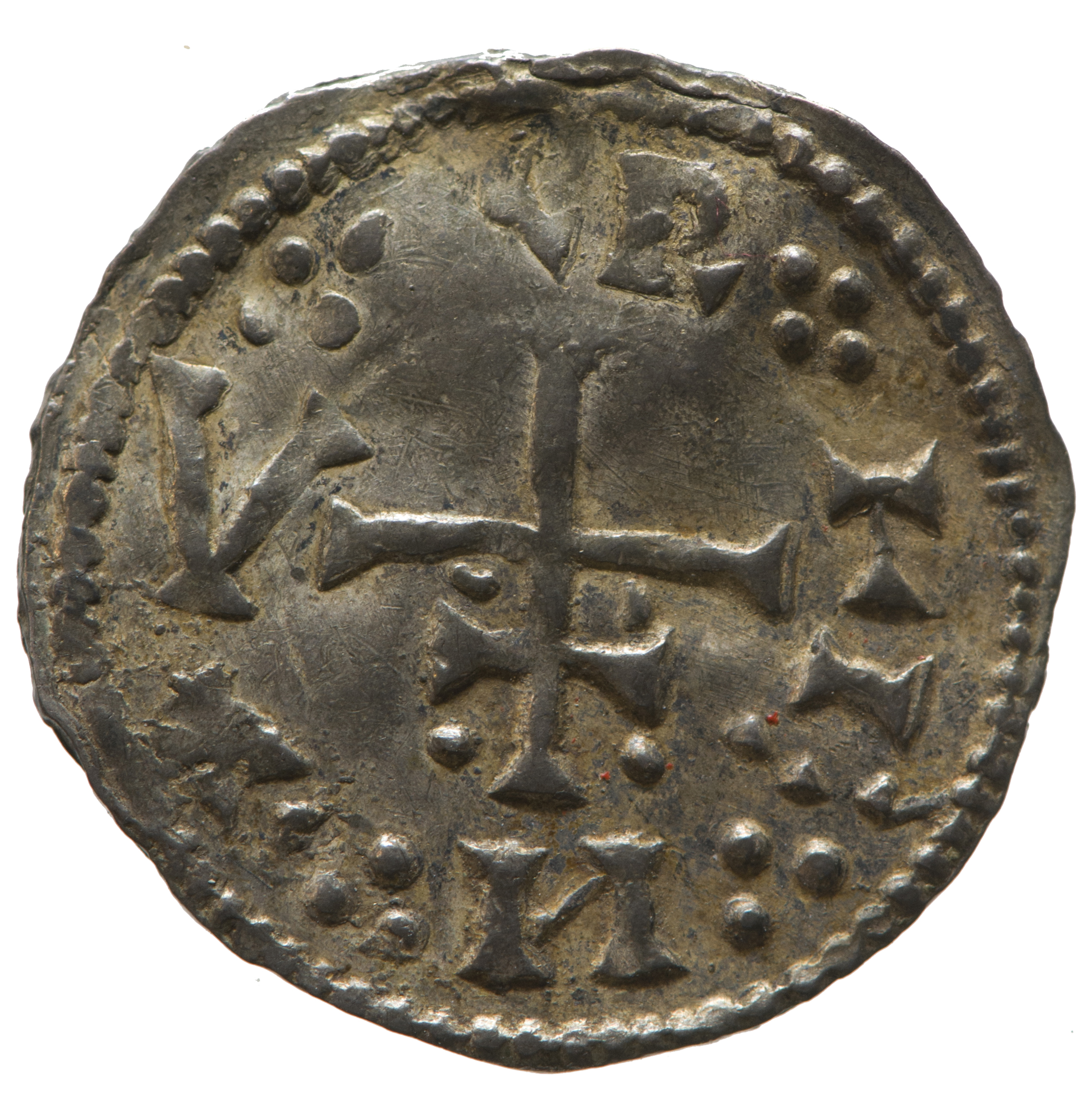
Péni de prata do Canuto da Nortúmbria

Em 1840 foi encontrado um grupo de mais de 8.000 moedas, o chamado tesouro de Cuerdale (Lancashire). Delas havia cerca de 3000 com        a inscrição em latim KNVT REX. No reverso das moedas havia várias inscrições: nalgumas ELFRED REX (rei Alfred), o que indica que o Canuto foi contemporâneo de Alfredo, o Grande; noutras aparecia o nome dum rei anterior, Siefredo. A sequência das moedas indicava que Canuto governara num período posterior a Siefredo, entre 900 e 905. Também se deduziu que Siefredo fora o sucessor de Gutredo, e que governara entre 895 e 900. Os nomes do Canuto e Siefredo aparecem juntos nalgumas moedas, talvez indicando que governaram conjuntamente durante um tempo.

## Identificação
É difícil acrescentar detalhes biográficos àquilo que se sabe pelas moedas de Canuto, uma vez que não é mencionado em nenhuma bibliografia da sua época. O historiador Alfred Smyth propôs que Canuto poderia ser o personagem do mesmo nome que aparece mencionado nas sagas nórdicas dos séculos XIII e XIV. Nestas diz-se que Canuto foi um rei da Nortúmbria de origem dinamarquesa . Também se sugeriu que Canuto poderia ser outra forma do nome Gutefredo, governante da Nortúmbria do qual não se encontraram moedas. Outra hipótese proposta por Cannon e Hargreaves é que Canuto é o cognome de Siefredus.